# DIMM board
La DIMM board est un des éléments composant le kit GD-ROM, qui permet essentiellement le stockage de données et la communication entre la carte mère et une source de données, que ce soit le lecteur de GD-ROM, un lecteur de carte CompactFlash, ou une autre système d'arcade en mode Terminal Server.

## Description
La DIMM board cumule plusieurs rôles primordiaux au fonctionnement d'un lecteur GD-ROM sur une carte mère Naomi ou Naomi 2 ou Triforce. Aussi bien pour certaines révisions du système Chihiro que pour certaines du Triforce, la DIMM board est intégrée directement au système,,.
Cette DIMM board tire son nom de la mémoire DIMM.
Elle permet avant tout de connecter le lecteur de GD-ROM avec la carte mère par le biais d'un câble SCSI-2 (Fast SCSI).
Elle possède deux slots mémoire pour pouvoir insérer deux barrettes de Ram de type SDRAM (133 MHz). La quantité est variable, de 256 à 512 Mo en général. La capacité d'accueil monte jusqu'à 1 Go.
La mémoire embarquée va permettre de stocker des données.
La DIMM board accueille également le dongle du jeu. Chaque GD-ROM de jeu est vendu avec un dongle qui lui est spécifique et qui est obligatoire au lancement du système. Le dongle joue essentiellement un rôle de protection contre le piratage.
Une batterie de type pile au lithium est connectée sur la pcb de la DIMM board pour permettre la sauvegarde du jeu en mémoire lorsque le système n'est plus sous tension.
Une révision appelée Net DIMM board permet, d'une part, le jeu en ligne via internet au Japon. La DIMM board inclut une « carte réseau », la connexion s'effectue grâce à un câble RJ45. Elle permet de jouer face à des joueurs situés n'importe où dans le pays, à des jeux comme  Virtua Fighter 4 Final Tuned. D'autre part, elle permet de relier plusieurs systèmes d'arcade configurés en mode Satellite afin de jouer à des jeux multijoueur tels que Derby Owners Club sur Naomi, World Club Champion Football European Clubs sur Naomi 2, The Key Of Avalon sur Triforce ou encore Sangokushi Taisen sur Chihiro.

## Fonctionnement
En lieu et place des cartouches de jeu, la DIMM board doit être insérée sur un système d'arcade, puis reliée, soit à un Concentrateur via un câble ethernet, soit au lecteur de GD-ROM via un câble SCSI-2 (Fast SCSI). La DIMM board contient suffisamment de ram pour stocker la totalité du jeu.
Au démarrage du système, le jeu est chargé dans la RAM soit depuis un système en mode Terminal Server, soit depuis le GD-ROM. Il est conservé en mémoire dans la DIMM board, même après débranchement électrique, grâce à la batterie qui permet d'alimenter en permanence la Ram. Comme toute batterie, elle a une durée de vie limitée dans le temps.
Si le jeu n'est plus en mémoire, ou si aucun jeu n'y figure, il est rechargé dans la ram au démarrage.
Dans le cadre du fonctionnement avec un lecteur de GD-ROM, dès la fin du chargement, le disque n'est plus utilisé. La DIMM board permet donc de supprimer les temps d'accès que le support sur disque optique impose, et surtout, permet de limiter l'utilisation du lecteur de GD-ROM, ce qui a pour effet de retarder son usure. En outre, elle constitue un élément de protection du lecteur de GD-ROM  qui est un matériel fragile par nature et lent comparé au support cartouche. Afin d'éviter la contrefaçon, outre l'utilisation d'un support matériel propriétaire, un dongle spécifique à chaque jeu doit être préalablement branché sur la DIMM board pour que l'ensemble puisse fonctionner.

## Firmware
Le firmware de la DIMM board a connu plusieurs révisions.
Si la majorité des jeux fonctionnent avec n'importe quelle version, les jeux plus récents, comme Virtua Fighter 4 Final Tuned et Initial D, ont besoin de la toute dernière (3.17 pour vf4ft) ou l'avant-dernière version pour fonctionner.
On notera également qu'aucun firmware officiel ne permet l'utilisation de CD-Rom.
Sega fournissait des GD-Roms de mise à jour de la DIMM board avec les jeux qui avaient besoin de firmware spécifique.
Avec l'arrivée du kit Compact Flash début 2010, afin de remplacer les lecteurs de GD-ROM trop sujets à tomber en panne, une nouvelle version de firmware est apparu : 4.01.